# Брайтшайд (Вестервальд)
Брайтшайд (нім. Breitscheid) — громада в Німеччині, розташована в землі Рейнланд-Пфальц. Входить до складу району Нойвід. Складова частина об'єднання громад Вальдбрайтбах.
Площа — 12,21 км2. Населення становить 2140 ос. (станом на 31 грудня 2020).